# Jan Porcellis
Jan Porcellis (1580/84 Ghent – 29. januar 1632 Zoeterwoude) var en hollandsk marinemaler i det 17. århundrede. Hans værker startede en "afgørende overgang fra tidlig realisme til den tonale fase", og lagde kimen til en ny stil og subjekt i marinemalerier ved at fokusere på overskyet himmel og høj bølgegang, hvilket var et radikalt bryd med marinekunstens tidligere fokus på skibenes storhed i historiske sammenhænge. Denne form for større simplicitet omkring marinekunst, hvor størstedelen af lærredet viser himlen og havet, blev afgørende for senere værker i genren.